# Бреус, Яков Георгиевич
Яков Георгиевич Бреус (14 января 1911, Херсон — 10 августа 1972, Одесса) — советский военнослужащий, майор Рабоче-крестьянской Красной армии, участник советско-финской и Великой Отечественной войн, Герой Советского Союза (1942).

## Биография
Яков Бреус родился 14 января 1911 года в Херсоне в семье служащего. Получил начальное образование, работал грузчиком в порту. В 1930 году окончил морской техникум в Херсоне, работал машинистом торгового флота. В ноябре 1933 году был призван на службу в Рабоче-крестьянскую Красную армию. В 1938 году окончил курсы младших лейтенантов, в 1939 году — курсы «Выстрел». Принимал участие в советско-финляндской войне, за отличие во время боёв на Карельском перешейке был награждён орденом Красного Знамени. В 1940 году вступил в ВКП(б).
На 1941 год служил в 161-м сп 95 сд. С начала Великой Отечественной войны — на её фронтах. Рота Бреуса участвовала в боях у реки Прут. Когда во время боя под Дубоссарами погиб командир 3-го батальона 161-го стрелкового полка 95-й стрелковой дивизии Приморской армии Южного фронта, лейтенант Бреус был назначен на его должность. 9 августа 1941 года в районе станции Раздельная и села Понятовка румынские войска прорвались двумя ротами и вышли в тылы советских подразделений. Ночью того же дня батальон Бреуса окружил и разгромил прорвавшихся. Отличился во время обороны Одессы.
18 августа 1941 года батальон Бреуса занял оборону в районе станции Карпово. Румынские войска атаковали силами пехоты при поддержке 60 танков. Несмотря на постоянные авианалёты, батальону удалось отбить атаки. В том бою батальон Бреуса полностью уничтожил вражеский полк. Только получив приказ о переходе на второй рубеж, батальон покинул изначальную линию обороны.
Указом Президиума Верховного Совета СССР от 10 февраля 1942 года за «образцовое выполнение боевых заданий командования на фронте борьбы с немецкими захватчиками и проявленные при этом отвагу и геройство» лейтенант Яков Бреус было удостоен высокого звания Героя Советского Союза с вручением ордена Ленина и медали «Золотая Звезда» за номером 2752.
Участвовал в обороне Севастополя, битве за Кавказ, освобождении Украины, Крыма, Латвии, боях в Восточной Пруссии. Трижды был ранен в боях, последнее, тяжёлое ранение, получил во время штурма Кёнигсберга. Демобилизовавшись из армии, Бреус с 1945 года жил и работал в Одессе. Выйдя на пенсию, занимался общественной деятельностью.
Умер 10 августа 1972 года, похоронен на Аллее Славы в Одессе.

## Награды
Почётный гражданин Одессы. Был также награждён двумя орденами Красного Знамени, двумя орденами Отечественной войны 1-й степени, а также рядом медалей. В его честь названа одна из улиц Одессы.

## Семья
Был женат на Клавдии Марковне Бреус (1913—1988).